# Державна архітектурно-будівельна інспекція України
Державна архітектурно-будівельна інспекція України (ДАБІ) — колишній центральний орган виконавчої влади в Україні, який реалізовував державну політику з питань державного архітектурно-будівельного контролю та нагляду. Діяльність органу координувалася Кабінетом Міністрів України через віце-прем'єр-міністра — Міністра регіонального розвитку, будівництва та житлово-комунального господарства України.

## Історія ліквідації
13 березня 2020 року Кабінет Міністрів на позачерговому засіданні ухвалив рішення про майбутню ліквідацію ДАБІ. Водночас було оголошено, що обов'язки ДАБІ будуть розподілені між трьома новоствореними центральними органами влади:
- Державною сервісною службою з містобудування, яка виконуватиме реєстраційні функції;
- Державним агентством з технічного регулювання;
- Державною інспекцією містобудування, яка виконуватиме функцію нагляду і контролю за будівництвом[3].

Влітку 2020 року почала функціонувати нова Єдина державна електронна система в сфері будівництва.
У червні 2021 року міністр розвитку громад та територій Олексій Чернишов назвав ДАБІ одним із найкорумпованіших державних органів України. Законопроєкт № 5655 має лібералізувати процес отримання дозволу та оформлення будівництва, таким чином, реформувавши цей орган.
15 вересня 2021 року роботу ДАБІ було остаточно припинено. Замість неї на повну почала функціонувати новостворена Державна інспекція архітектури та містобудування України.

## Завдання і напрямки діяльності
Основними завданнями ДАБІ є реалізація державної політики з питань державного архітектурно-будівельного контролю та нагляду, а саме:
- внесення на розгляд Віце-прем'єр-міністра України — Міністра регіонального розвитку, будівництва та житлово-комунального господарства пропозицій щодо забезпечення формування державної політики з питань, що належать до сфери діяльності ДАБІ;
- здійснення державного контролю та нагляду за дотриманням вимог законодавства, будівельних норм, державних стандартів і правил;
- виконання дозвільних та реєстраційних функцій у будівництві, ліцензування у визначених законодавством випадках.

### Напрямки діяльності
- архітектурно-будівельний контроль,
- дозвільні та реєстраційні функції,
- ліцензування.

## Архітектурно-будівельний контроль
ДАБІ України здійснює державний контроль за дотриманням законодавства у сфері містобудівної діяльності, проектної документації, будівельних норм, державних стандартів та правил тощо.
У визначених законодавством випадках ДАБІ проводить перевірки об'єктів будівництва щодо відповідності підготовчих та будівельних робіт, матеріалів, виробів і конструкцій, що застосовуються, вимогам державних будівельних норм, стандартів і правил, а також технічним умовам, затвердженим проектним вимогам і рішенням. Крім того, на ДАБІ України покладено функції перевірки належного оформлення нормативно-технічної та проектної документації.
Важливим аспектом контрольної функції ДАБІ є дотримання порядків прийняття в експлуатацію закінчених будівництвом об'єктів, проведення обстеження об'єктів та реалізації заходів щодо забезпечення надійності та безпеки під час їх експлуатації.
Інспектори ДАБІ України та територіальних інспекцій фіксують порушення законодавства, відповідно до закону складають протоколи про правопорушення у сфері містобудівної діяльності та накладають штрафні санкції. У визначених законодавством випадках зупиняють підготовчі та будівельні роботи.

## Дозвільні та реєстраційні функції
ДАБІ України надає громадянам дозвільні та реєстраційні послуги, а також консультації щодо будівництва, реконструкції та прийняття в експлуатацію об'єктів. ДАБІ, зокрема:
- реєструє повідомлення та декларації про початок виконання підготовчих та будівельних робіт (I–III категорія складності будівництва). У разі неналежного оформлення цих документів повертає їх суб'єктам подання;
- видає дозволи на виконання будівельних робіт (IV—V категорія складності будівництва), відмовляє у видачі цих дозволів та у визначених законодавством випадках їх анулює;
- приймає в експлуатацію закінчені будівництвом об'єкти (видає відповідні сертифікати, реєструє декларації про готовність об'єкта до експлуатації та повертає такі декларації);
- веде єдиний реєстр дозвільних документів;
- отримує повідомленя про початок виконання підготовчих та будівельних робіт;
- реєструє декларації про початок виконання підготовчих і будівельних робіт;
- видає дозволи на виконання будівельних робіт;[9]
- реєструє декларації про готовність об'єкта до експлуатації та видає сертифікати;
- повертає декларації та відмови у видачі таких дозволів і сертифікатів;
- видає ліцензії провадження господарської діяльності, пов'язаної зі створенням об'єктів архітектури.

## Відкриті дані ДАБІ
ДАБІ України має у своєму розпорядженні найповнішу базу інформації про нові будівництва в Україні — Реєстр ДАБІ, який містить інформацію про всі дозвільні документи на будівельні роботи, бере початок від 2012 року. Реєстр був доступний на вебсайті ДАБІ у неповному вигляді вебінтерфейсу. І тільки у грудні 2019 року вдалося оприлюднити реєстр у форматі відкритих даних на Єдиному державному порталі відкритих даних.
Використання даних ДАБІ є найпоширенішим серед громадського сектору та журналістів для боротьби з порушеннями містобудівного законодавства, інформування про ризики у інвестуванні в нерухомість, підвищення обізнаності покупців та інвесторів, оптимізації та ефективного планування роботи Державної інспекції з містобудування. На основі відкритих даних ДАБІ створено десятки продуктів: онлайн-сервісів та аналітичних модулів, застосунків і чат-ботів, якими користуються мільйони людей щомісяця. Інвесторам у житлову нерухомість дані ДАБІ допомагають уникнути вкладень у ризикові об'єкти, аналітику для цього надають Monitor.Estate, Bild.ua ті інші. Поєднання даних ДАБІ з даними судового реєстру стають у пригоді під час моніторингу архітектурної спадщини та запобігання порушень при реконструкції історичних будівель.

## Ліцензування
До реформи в березні 2020 року, ДАБІ України здійснювало ліцензування господарської діяльності, пов'язаної зі створенням об'єктів архітектури. Тобто надавало ліцензії підприємствам, які бажають працювати в будівельній сфері, крім як будувати об'єкти класу наслідків СС1, для яких будівельна ліцензія була не потрібна. Такі підприємства мали відповідати ліцензійним вимогам. Одержати ліцензію могли суб'єкти господарювання, як українські, так й іноземні, за умови відкриття в Україні представництва.
Крім безпосередньо процедури ліцензування ДАБІ веде єдиний реєстр виданих ліцензій.